# Бишоп, Келли
Келли Бишоп (англ. Kelly Bishop, род. 28 февраля 1944) — американская актриса и танцовщица, лауреат премии «Тони», наиболее известная по ролям Эмили Гилмор в телесериале «Девочки Гилмор», а также матери героини Дженнифер Грей в фильме «Грязные танцы».

## Ранняя жизнь
Кэрол Бишоп родилась в Колорадо-Спрингс, штат Колорадо. Она выросла в Денвере, где тренировалась, чтобы стать балериной и позже поступила в хореографическое училище. В восемнадцать лет она переехала в Нью-Йорк, где начала карьеру танцовщицы в Радио-сити.

## Карьера
Прорывом для Бишоп стала роль в первой версии бродвейского мюзикла «Кордебалет» в 1975 году, который позже получил статус культового. Она выиграла премии «Тони» и «Драма Деск» за своё выступление в шоу. Позже она выступала в ряде других бродвейских шоу, таких как «Шесть степеней отчуждения», «Предложения», «Последняя ночная шумиха» и «Автобусная остановка».
Бишоп снялась в нескольких кинофильмах, самые известные из которых «Незамужняя женщина», «Грязные танцы», «Шесть степеней отчуждения», «Рапсодия Майами» и «Вундеркинды». На телевидении она снялась в мини-сериале «Щипы» в 1988 году, а также появилась в «Мерфи Браун» и «Закон и порядок: Специальный корпус».
С 2000 по 2007 год Бишоп исполняла роль Эмили Гилмор, матриарха семейства и матери героини Лорен Грэм, в телесериале «Девочки Гилмор». После завершения сериала она вернулась в театр и выступала в пьесе Becky Shaw в 2008, и мюзикле Anything Goes с Саттон Фостер в 2011 году. В 2012 году Бишоп вернулась на экран в телесериале «Балерины».

## Личная жизнь
Бишоп в настоящее время проживает в Нью-Джерси с мужем, телеведущим Ли Леонардом. У них нет детей.